# Brāhmaṇa
Brāhmaṇa (devanāgarī: ब्राह्मणं, lett. "affermazione sul Brahman") sono dei testi religiosi indiani composti in sanscrito intorno al XI-IX secolo a.C. aventi lo scopo di descrivere e spiegare la relazione tra le formule sacrificali (mantra) e le azioni (karman) inerenti alle cerimonie sacrificali presenti nei Veda.
I Brāhmaṇa risultano essere la più antica testimonianza di testi sanscriti composti in prosa.
Compito dei Brāhmaṇa è occuparsi del rituale sacrificale dandone una prima interpretazione e fornendone un ruolo diverso rispetto a quello che si evince dagli stessi Veda.
Così Jan C. Heesterman:
(Jan C. Heesterman, Enciclopedia delle Religioni, vol. 9, Milano, Jaca Book, 2006, pagg. 58 e segg.)
Secondo Heesterman il sacrificio vedico precedente ai Brāhmaṇa era di tipo agonistico. Il ruolo centrale era affidato al deva Indra e il procedimento sacrificale prevedeva gare tra carri e competizioni verbali tra gli officianti. Con i Brāhmaṇa, Prajāpati prende il posto di Indra e dalla prodezza guerriera dell'officiante si passa alla conoscenza delle regole proprie del sacrificio che esce così dalla società aria per entrare in un rapporto personale con il sacro che prelude alle Upaniṣad e alla loro identificazione tra il Sé (l'ātman) e il principio universale (il brahman).
Gianluca Magi nota come:
(Gianluca Magi. Enciclopedia filosofica vol.2. Milano, Bompiani, 2006, pagg.1446 e segg.)